# قوانین بربر
قوانین بربرها (Leges Barbarorum) که به‌طور ضمنی به قوانین افراد غیر بومی (بیگانه) یا افراد فاقد دانش حقوقی اشاره دارد، عنوانی کلی برای مجموعه‌های متون حقوقی ژرمنی است که در اوایل قرون وسطی تدوین شده‌اند. این قوانین که دیگر در نظام‌های حقوقی معاصر کاربرد ندارند امروزه عمدتاً به عنوان منبعی تاریخی در تحقیقات و مطالعات مورد توجه هستند. مجموعه قوانین بربرها که به عنوان قوانین قبائل ژرمنی شناخته می‌شوند عمدتاً به دوره حکومت فرانک‌ها (حدودا بین سال‌های ۵۰۰ تا ۸۸۸ میلادی) بازمی‌گردند.
اگرچه این قوانین پس از آن نیز در برخی مناطق به کار گرفته می‌شدند، اما با گذشت زمان و در طول قرون وسطی میانه حقوق و قوانین حاکم به تدریج بازنگری و با شرایط جدید تطبیق داده شدند. پس از آنکه حقوق رومی مدون در قرن سیزدهم میلادی در اروپا مورد پذیرش و استفاده قرار گرفت حقوقدانان اومانیست (انسان گرا) این اصطلاح را برای تفکیک آن از حقوق دوران پسامدرن ابداع کردند. این تمایز گذاری به ویژه به دلیل وجود لاتین نامفهوم و تحریف شده در قوانین بربرها ضرورت یافت. با در نظر گرفتن متون حقوقی کلاسیک روم و همچنین به دلیل بدوی بودن فرهنگ حقوقی ژرمن‌ها در مقایسه با مجموعه قوانین مدنی ژوستینین اول که در قرون وسطی میانه مجدداً کشف و به عنوان مرجع پذیرفته شد این تفاوت‌ها قابل توجه است.
جالب است بدانید انتخاب کلمه بربر به‌طور عمد تحقیر آمیز بود زیرا قبائل ژرمن به عنوان نابود کنندگان امپراتوری روم و فرهنگ باستان شناخته می‌شدند.